# Arnauld Oihénart
Arnauld Oihénart, né le 7 août 1592 à Mauléon et mort le 14 janvier 1668 à Saint-Palais, est un avocat et juriste, poète, linguiste, historien et parémiographe basque français de langue basque et française.

## Biographie
Arnauld Oihénart nait le 7 août 1592 à Mauléon dans la maison Pay-Adam,, au sein d'une famille de la bourgeoisie foncière et marchande. Il est le fils de l'avocat, procureur du roi en Soule, Arnauld d'Oïhenart, et de Jeanne d'Etchart, damoiselle. Son frère ainé, Jacques d'Oihénart, est seigneur d'Elizetxe d'Arraute et de la salle d'Oneix, seigneur et podestat d'Amichalgun, conseiller du roi et son procureur en pays de Soule.
Après des études à l'université de Bordeaux, il est licencié en droit le 7 septembre 1612. Il devient avocat le 29 avril 1618 à Mauléon et est député au sein d'une ambassade auprès du gouverneur Jean de Belsunce, pour lui « représenter que l'édit de Nantes ne permettait pas aux protestants de tenir leurs prêches dans les maisons de la ville ».
Il est élu syndic général du tiers-état de Soule le 30 avril 1623, et maintenu par la suite malgré l'opposition permanente du clergé et de la noblesse lors des assemblées du sylviet. Le 3 mai 1625, le parlement de Bordeaux confirme son élection. Député par les États de Soule cette même année, il engage devant le Conseil du roi une action contre les protestants de Mauléon et leur soutien, Jean de Belsunce.
Il se marie avant mars 1627 avec Jeanne d'Erdoy, descendante des vicomtes de Méharin, fille du noble Arnaud, seigneur de la Salle d'Erdoy de Saint-Palais (connue sous le nom de maison des Têtes), et de Jeanne de Gaïnçury, dame de la maison noble de Gaïnçury et de la Salle de Cibits. Elle est la veuve de Jean de Lostal-Maucor, seigneur de la Salle d'Apat de Bussunarits et vice-chancelier de Navarre. Outre la possession de trois maisons nobles, cette union apporte à Oihénart le droit de siéger aux États de Navarre dans le corps de la noblesse, et de figurer comme gentilhomme juge-jugeant aux cours générales de Mixe et d'Ostabaret. De cette union, naissent trois fils : Gabriel, Pierre et Jacques. L'aîné fut sénéchal de Navarre (« Senneschal de robbe longue en Navarre »).
Oihénart est séquestré en 1627, par les jurats de Saint-Palais, lors d'un voyage auprès du comte de Gramont, dans un contexte de conflit entre la Soule et le parlement de Navarre. Le 21 juin 1627, le parlement de Bordeaux supplie le roi d'autoriser les Souletins à arrêter les Bas-navarrais jusqu'à ce que la cour de Pau ait fait relaxer Oihénart.
Il s'établit néanmoins à Saint-Palais (Basse-Navarre) en 1630, où il est reçu avocat au parlement de Navarre, et chargé (intendant) de la gestion des biens de la maison de Gramont à Bidache.
En décembre 1632, il est député des États de Navarre et seigneur de la salle (i.e. de la maison noble) de Zibitz (dont il est devenu propriétaire par son mariage), à La Bastide-Clairence, pour prendre part à la réformation du règlement des droits de justice de Navarre (ou Aranzel).
Il publie à Paris, à la fin de novembre 1637, sa première œuvre, à laquelle il doit sa célébrité : Notitia utriusque Vasconiæ, tum Ibericæ, tum Aquitanicæ. Écrite en latin, elle relate l'histoire des Basques depuis le Moyen Âge, et ce, sous un point de vue basque, dans les Vasconies que sont la Gascogne au nord des Pyrénées et la Navarre au sud,.
Le 13 octobre 1641, il est député, avec Pierre de Bonnecaze, par les États de Soule afin d'obtenir du Conseil du roi la révocation de la vente au comte de Troisvilles du domaine royal en Soule. La mission des deux députés durera trois ans, sans aboutir favorablement, puisque le Conseil d'État rejette le 13 avril 1644 leurs offres de rachat.
Oihénart est élu jurat de Saint-Palais en 1647.
Son épouse décède à la fin de 1653.
Oihénart publie à Paris en 1657 un volume en deux parties, contenant dans la première (Atsotizac, edo Refraüac, 'Proverbes) 537 adages, et dans la seconde (Oten gastaroa neurthiselan, 'La jeunesse d'Oïhénart en vers'), des poésies de jeunesse, complétées de pièces plus récentes. Cette publication s'inscrit durant une période où l'auteur recherche, compulse et compile des renseignements et archives (archives de Navarre et de Pau) sur la géographie, l'histoire, les mœurs, la culture et les coutumes des différentes provinces basques, en s'adressant soit aux érudits de son siècle, soit aux voyageurs, soldats et paysans qu'il rencontre.
Le 25 septembre 1660, le duc de Gramont (Antoine III) le charge de l'arbitrage d'un différend portant sur les limites frontalières entre la vallée de Baïgorry, le Val d'Erro, le Valcarlos et le Baztan.
De décembre 1665 au 6 janvier 1666, on le retrouve chargé de la bonne exécution des clauses du traité de Figueras, concernant les dîmes indûment perçues par l'abbaye de Roncevaux dans la vallée de la Bidassoa et par l'évêque de Bayonne dans la vallée de la Nive, et leurs restitutions réciproques. Il s'agit là de son dernier acte public connu.
Le 8 avril 1667, il rédige son testament, par lequel il attribue un montant de neuf cents livres à la constitution d'une rente en faveur des pauvres de Saint-Palais, tout en déshéritant son fils Pierre, curé de Béguios.
Il décède le 14 janvier 1668 à Saint-Palais, et est inhumé dans l'église de la Madeleine de Lagarrague (aujourd'hui disparue), dans la tombe de la maison d'Erdoy.

## Graphies du patronyme
Son patronyme s'écrit de différentes manières telles que Arnauld d'Oihénart, Arnaud d'Oyhénart, Arnaud Oihenart, Arnaud d'Oïhenart, Arnaud d'Oyhenard, Arnaldus Oihenartius, Arnaldus Oihenartus, Arnold Oihénart ou Arnauld Doyhenart

## Œuvres
Arnauld Oihénart semble être le premier laïc, après Bernard Dechepart (qui publie en 1545 un recueil en vers basques - malgré son titre latin Linguæ Vasconum Primitiæ - traitant de religion et d'amour profane), curé de Saint-Michel et vicaire général du pays de Cize, Jean de Liçarrague (à l'initiative du synode de Pau tenu en 1564, il traduit la première version du Nouveau Testament en basque), Axular, curé de Sare (il édite un traité de doctrine chrétienne, Gero - 'Après' - en basque) ou Johanes Etcheberri de Ciboure (publication de trois livres de piété en vers entre 1627 et 1636), à s'intéresser à l'écriture et à la littérature basques.
Selon Manex Goihenetxe, son œuvre historiographique doit être comprise au travers des trois aspects de sa vie de robin (son rôle public auprès des États de Soule et de Navarre, ainsi qu'auprès de la famille de Gramont), navarriste (à la suite de l'annexion du royaume de Navarre par la Castille, mouvement à son apogée sous le règne d'Henri III de Navarre, futur Henri IV de France) et érudit libertin (le terme libertin doit être compris dans sa version d’origine, c'est-à-dire celui qui remet en cause les dogmes établis ; un libre penseur ou libertin d’esprit s'affranchit, en particulier, de la métaphysique et de l’éthique religieuse). Pour P. Chaunu, Arnauld Oihénart fait partie du « peuple d'érudits (...) petit peuple courageux et passionné ».
- 1625 : lui sont attribués un opuscule anonyme (Déclaration historique de l'injuste usurpation de rétention de la Navarre par les Espagnols et un traité en latin, à nouveau publié, mais en partie, en 1648 en français (Navarra iniuste rea, sive de Navarrae regno contra ius fasque occupato expostulatio) ; dans cet ouvrage, l'auteur établit les droits du roi de France, de la maison d'Albret, sur l'ensemble de la Navarre, injustement annexée en 1512 par Ferdinand II d'Aragon, dit Ferdinand le Catholique ;
- 1637 : Notitia utriusque Vasconiæ, tum Ibericæ, tum Aquitanicæ ('histoire des deux Vasconies'), ou l'histoire d'un pays scindé en deux par les aléas du temps, entre l'Espagne et l'Aquitaine. Cette édition fut amendée et enrichie en 1656 ;
- 1657 : recueil de 707 proverbes en langue basque (537 adages, complétés par la suite par 170 dictons). Cette œuvre a la particularité d'être écrite dans plusieurs dialectes basques[3] ;
- 1657 : impression d'élégies de jeunesse. La pureté de la langue et la concision du style font la preuve des possibilités littéraire de la langue basque ;
- 1665 : Art poétique en langue basque ;
- 1675 : don des manuscrits à Colbert (vingt-trois volumes manuscrits versés depuis à la collection Duchesne, volume CXIV[12]), par Gabriel D'Oihenart[4].

### Quelques proverbes cités par Oihénart
- Un homme de bien fait de bons souhaits pour un autre homme de bien (Onak onari gorainzi i.e. littéralement : « Par-le-bon au-bon compliments »)[13] ;
- Plus tard, c'est le refrain du fainéant (Gueroa alferraren leloa i.e. littéralement : « Plus tard, c'est du fainéant le refrain »)[14] ;
- Le mort à la fosse, les vivants à la soulée (Hila lurpera, visiac asera)[15] ;
- Les paresseux : Du lit à la table, de la table à l'archibanc, et de là, en ronflant, en Paradis (Ohetic mahaira, mahaitic susulura, korongas Paradusura)[16].